# 409 km
409 km (ros. 409 км, остановочный пункт 409 км) – przystanek kolejowy w zachodniej Rosji, w osiedlu wiejskim Gniozdowskoje, w rejonie smoleńskiego, w obwodzie smoleńskim.

## Geografia
Przystanek położony jest 0,5 km od dieriewni Ładyżycy, 3,5 km od drogi federalnej R120 (Orzeł – Briańsk – Smoleńsk – Witebsk), 5,6 km od drogi magistralnej M1 «Białoruś», 21 km na zachód od Smoleńska.
Leży na linii Smoleńsk - Witebsk.

## Rozkład jazdy
Codziennie kursują pociągi podmiejskie: raz dziennie Gołynki – Smoleńsk/Smoleńsk – Gołynki, 2 razy – Smoleńsk – Rudnia/Rudnia – Smoleńsk.